# Ulrich Höhnberg
Ulrich Höhnberg (* 2. Oktober 1941 in Pitschen) ist ein deutscher Jurist und Leitender Ministerialrat a. D.

## Leben
Nach dem Jura-Studium promovierte Ulrich Höhnberg 1972 an der Ludwig-Maximilians-Universität München über die Rechtsfähigkeit und Handlungsfähigkeit des jungen Menschen im Bereich der Freiheitsrechte. In seiner beruflichen Laufbahn als Beamter spezialisierte er sich auf Landesplanungsrecht und Raumordnungsverfahren und stieg zum Leitenden Ministerialrat im Bayerischen Staatsministerium für Landesentwicklung und Umweltfragen auf. Seine zahlreichen Fachartikel zu Landesplanung und Raumordnung beschäftigen sich neben verfahrenstechnischen Aspekten auch mit Fragen der Bürgerbeteiligung und des Rechtsschutzes. 1995 wurde er als Ordentliches Mitglied in die Akademie für Raumforschung und Landesplanung aufgenommen. Nach seiner Pensionierung blieb er dem Sachbereich treu und gehörte beispielsweise 2012 zu den Mitgliedern der Ad-hoc-Arbeitsgruppe Landes- und Regionalplanung in Bayern der Akademie für Raumforschung und Landesplanung, die eine Stellungnahme zum Entwurf der Gesamtfortschreibung des Landesentwicklungsprogramms Bayern (LEP-E) erarbeitete.
In seiner Zeit als Beamter blieb er politisch neutral, nach dem Ausscheiden aus dem Staatsdienst begann sein Engagement für die Freien Wähler, für die er auf Platz 10 für die Münchener Stadtratswahl 2008 kandidierte. Als seine politischen Ziele und Schwerpunkte für München definierte er die Wirtschaftspolitik. Im gleichen Jahr war er bei der Landtagswahl Listenkandidat für den Stimmkreis München-Ramersdorf (Stimmkreis 107, München). Bei den Kommunalwahlen im März 2014 traten die Freien Wähler erstmals für den Bezirksausschuss Ramersdorf-Perlach an, Höhnberg kandidierte dabei auf Platz 3.
In der evangelischen Lätare-Kirche München-Neuperlach war Höhnberg zwischenzeitlich Erster Vorsitzender der Lätare-Stiftung. Stiftungszweck sind vor allem die Gemeindearbeit und gemeindliche Projekte, insbesondere in den Bereichen von Familien und Kinderarbeit, Konfirmanden- und Jugendarbeit, Seniorenarbeit und Kirchenmusik. Darüber hinaus dient die Stiftung u. a. dem Erhalt der Kirchengebäude.
Während seiner Studienzeit wurde er 1962 Mitglied der christlichen Studentenverbindung Münchener Wingolf.

## Veröffentlichungen (Auswahl)
- mit Christian Jacoby: Verwirklichung und Sicherung, in: Akademie für Raumforschung und Landesplanung (Hrsg.): Grundriss der Raumordnung und Raumentwicklung, Hannover, 2011.
- mit Ulrich Numberger:  Raumordnung und Landesplanung in Bayern – Vorschriftensammlung zur Raumordnung und Landesplanung und Kommentar zum Bayerischen Landesplanungsgesetz, Boorberg Verlag, 2008, ISBN 978-3-415-00591-4.
- mit Ernst-Hasso Ritter, Werner Buchner, Wilfried Erbguth, Martin Kment, Martin Lendi, Frank Reitzig, Peter Runkel und Holger Schmitz: Zur Vereinfachung und Beschleunigung von Zulassungsverfahren für Verkehrsprojekte – Stellungnahme zum Gesetzesantrag (BR-Drs. 94/06), Positionspapier aus der Akademie für Raumforschung und Landesplanung, Nr. 70, Hannover, Februar 2006.
- Raumordnungsverfahren. In: Akademie für Raumforschung und Landesplanung (Hrsg.): Handwörterbuch der Raumplanung. 4. Auflage, Hannover, 2005, ISBN 3-88838-555-5.
- mit Viktor Freiherr von Malchus, Carl-Heinz David, Reinhard Klein, Paul Klemmer, Klaus R. Kunzmann, Welf Selke und Gerd Tönnies: Europäische Raumentwicklungspolitik: rechtliche Verankerung im Vertrag über die Europäische Union, in: ARL Nachrichten (1996), H. 2, S. 34–50.
- mit Claus Rasmus und Alfred Helbig: Raumordnung und Landesplanung: Einführung, Band 31 von Schriften der Bayerischen Verwaltungsschule, Verlag Bayerische Verwaltungsschule, München, 1990.
- Überörtliche Landesplanung im Rahmen der Landesplanung, Agrarrecht Beilage 1982, 18–22.
- Rechtsschutz gegenüber Maßnahmen der Landesplanung, Bayerische Verwaltungsblätter (BayVBl.), 1982, S. 722ff.
- Bürgerbeteiligung in der Raumordnung?, in: Bundesforschungsanstalt für Landeskunde und Raumordnung (Hrsg.): Mehr Bürgerbeteiligung in der räumlichen Planung?, Informationen zur Raumentwicklung, Bonn, 1981, S. 9–15.
- Raumverträglichkeitsprüfung im Raumordnungsverfahren und/oder im Rahmen von Planänderungen, in: Informationen zur Raumentwicklung (IzR) 1979, S. 79ff.